# Formel-3-Euroserie-Saison 2005
Die Formel-3-Euroserie-Saison 2005 war die dritte Saison der Formel-3-Euroserie. Insgesamt fanden zehn Rennwochenenden statt. Der Auftakt am 16. April 2005 und das Finale am 23. Oktober 2005 fanden auf dem Hockenheimring statt. Lewis Hamilton gewann den Meistertitel der Fahrer mit 15 Siegen aus 20 Rennen. Sein Team ASM Formule 3 gewann die Meisterschaft der Teams.

## Starterfeld
| Team                    | Nr. | Fahrer              | Chassis | Motor         | Rennwochenende |
| ----------------------- | --- | ------------------- | ------- | ------------- | -------------- |
| ASM Formule 3           | 01  | Lewis Hamilton      | Dallara | Mercedes-Benz | 1–10           |
| ASM Formule 3           | 02  | Adrian Sutil        | Dallara | Mercedes-Benz | 1–9            |
| ASM Formule 3           | 02  | Maximilian Götz     | Dallara | Mercedes-Benz | 10             |
| Signature Plus          | 03  | Loïc Duval          | Dallara | Opel          | 1–10           |
| Signature Plus          | 04  | James Rossiter      | Dallara | Opel          | 1–10           |
| Team Rosberg            | 05  | Kōhei Hirate        | Dallara | Opel          | 1–10           |
| Team Rosberg            | 06  | Giedo van der Garde | Dallara | Opel          | 1–10           |
| Manor Motorsport        | 07  | Lucas di Grassi     | Dallara | Mercedes-Benz | 1–10           |
| Manor Motorsport        | 08  | Paul di Resta       | Dallara | Mercedes-Benz | 1–10           |
| Mücke Motorsport        | 09  | Sebastian Vettel    | Dallara | Mercedes-Benz | 1–10           |
| Mücke Motorsport        | 10  | Átila Abreu         | Dallara | Mercedes-Benz | 1–10           |
| Prema Powerteam         | 11  | Greg Franchi        | Dallara | Opel          | 1–10           |
| Prema Powerteam         | 12  | Marco Bonanomi      | Dallara | Opel          | 1–10           |
| Prema Powerteam         | 23  | Franck Perera       | Dallara | Opel          | 1–10           |
| Signature               | 14  | Fabio Carbone       | SLC     | Opel          | 1–10           |
| Signature               | 15  | Guillaume Moreau    | Dallara | Opel          | 1–10           |
| HBR Motorsport          | 16  | Alejandro Núñez     | Dallara | Opel          | 1–10           |
| HBR Motorsport          | 17  | Maximilian Götz     | Dallara | Opel          | 1–4            |
| HBR Motorsport          | 17  | Danny Watts         | Dallara | Opel          | 7              |
| HBR Motorsport          | 22  | Hannes Neuhauser    | Dallara | Opel          | 1–10           |
| Team Midland Euroseries | 18  | Esteban Guerrieri   | Dallara | Toyota        | 1–10           |
| Team Midland Euroseries | 19  | Richard Antinucci   | Dallara | Toyota        | 1–4            |
| Team Midland Euroseries | 19  | Nico Verdonck       | Dallara | Toyota        | 5–6            |
| Team Midland Euroseries | 19  | Stephen Jelley      | Dallara | Toyota        | 7              |
| Team Midland Euroseries | 19  | Rob Austin          | Dallara | Toyota        | 8–9            |
| Team Midland Euroseries | 19  | Ben Clucas          | Dallara | Toyota        | 10             |
| AM-Holzer Rennsport     | 20  | Thomas Holzer       | Dallara | Opel          | 1–10           |
| RZ Racing               | 24  | Ross Zwolsman       | Dallara | Opel          | 1–4            |
| Team I.S.R.             | 25  | Filip Salaquarda    | Dallara | Opel          | 1–10           |
| Ombra Racing            | 26  | Paolo Montin        | Dallara | Mugen-Honda   | 9              |
| Kuhn Motorsport         | 27  | Julia Kuhn          | Dallara | Opel          | 7, 10          |

## Rennkalender
Insgesamt fanden zehn Rennwochenenden statt. An jedem Rennwochenende wurden zwei Rennen gefahren.
| Nr. | Datum         | Rennstrecke       | Sieger           | Zweiter             | Dritter             |
| --- | ------------- | ----------------- | ---------------- | ------------------- | ------------------- |
| 1.  | 16. April     | Hockenheim        | Lewis Hamilton   | Adrian Sutil        | Marco Bonanomi      |
| 2.  | 17. April     | Hockenheim        | James Rossiter   | Loïc Duval          | Lewis Hamilton      |
| 3.  | 7. Mai        | Pau               | Lewis Hamilton   | Loïc Duval          | James Rossiter      |
| 4.  | 8. Mai        | Pau               | Lewis Hamilton   | Adrian Sutil        | Loïc Duval          |
| 5.  | 14. Mai       | Spa-Francorchamps | Adrian Sutil     | James Rossiter      | Guillaume Moreau    |
| 6.  | 15. Mai       | Spa-Francorchamps | Lewis Hamilton   | Adrian Sutil        | Lucas di Grassi     |
| 7.  | 20. Mai       | Monte Carlo       | Lewis Hamilton   | Adrian Sutil        | Loïc Duval          |
| 8.  | 21. Mai       | Monte Carlo       | Lewis Hamilton   | Loïc Duval          | Franck Perera       |
| 9.  | 25. Juni      | Oschersleben      | Lucas di Grassi  | Adrian Sutil        | Lewis Hamilton      |
| 10. | 26. Juni      | Oschersleben      | Lewis Hamilton   | Lucas di Grassi     | Adrian Sutil        |
| 11. | 16. Juli      | Nürnberg          | Lewis Hamilton   | Sebastian Vettel    | Paul di Resta       |
| 12. | 17. Juli      | Nürnberg          | Lewis Hamilton   | Adrian Sutil        | Franck Perera       |
| 13. | 6. August     | Nürburg           | Adrian Sutil     | Lucas di Grassi     | Kōhei Hirate        |
| 14. | 7. August     | Nürburg           | Lewis Hamilton   | Sebastian Vettel    | Adrian Sutil        |
| 15. | 27. August    | Zandvoort         | Guillaume Moreau | Sebastian Vettel    | Franck Perera       |
| 16. | 28. August    | Zandvoort         | Lewis Hamilton   | Sebastian Vettel    | Giedo van der Garde |
| 17. | 17. September | Lausitz           | Lewis Hamilton   | Giedo van der Garde | Sebastian Vettel    |
| 18. | 18. September | Lausitz           | Lewis Hamilton   | Adrian Sutil        | Lucas di Grassi     |
| 19. | 22. Oktober   | Hockenheim        | Lewis Hamilton   | Lucas di Grassi     | Maximilian Götz     |
| 20. | 30. Oktober   | Hockenheim        | Lewis Hamilton   | Guillaume Moreau    | Sebastian Vettel    |

## Wertungen

### Fahrerwertung
| Pos. | Fahrer           | Punkte |
| ---- | ---------------- | ------ |
| 1.   | Lewis Hamilton   | 172    |
| 2.   | Adrian Sutil     | 94     |
| 3.   | Lucas di Grassi  | 68     |
| 4.   | Franck Perera    | 67     |
| 5.   | Sebastian Vettel | 63     |
| 6.   | Loïc Duval       | 52     |
| 7.   | James Rossiter   | 51     |
| 8.   | Guillaume Moreau | 47     |

| Pos. | Fahrer              | Punkte |
| ---- | ------------------- | ------ |
| 9.   | Giedo van der Garde | 34     |
| 10.  | Paul di Resta       | 32     |
| 11.  | Marco Bonanomi      | 21     |
| 12.  | Kōhei Hirate        | 18     |
| 13.  | Fabio Carbone       | 15     |
| 14.  | Maximilian Götz     | 13     |
| 15.  | Átila Abreu         | 12     |
| 16.  | Esteban Guerrieri   | 12     |

| Pos. | Fahrer            | Punkte |
| ---- | ----------------- | ------ |
| 17.  | Greg Franchi      | 11     |
| 18.  | Hannes Neuhauser  | 9      |
| 19.  | Richard Antinucci | 3      |
| 20.  | Ross Zwolsman     | 2      |
| 21.  | Alejandro Núñez   | 1      |
| 22.  | Thomas Holzer     | 0      |
| 23.  | Filip Salaquarda  | 0      |

- Rob Austin, Ben Clucas, Stephen Jelley, Julia Kuhn, Paolo Montin, Nico Verdonck und Danny Watts starteten als Gastfahrer und wurde somit nicht in die Wertung aufgenommen.

### Teamwertung
| Pos. | Team             | Punkte |
| ---- | ---------------- | ------ |
| 1.   | ASM Formule 3    | 261    |
| 2.   | Signature Plus   | 103    |
| 3.   | Prema Powerteam  | 98     |
| 4.   | Manor Motorsport | 95     |
| 5.   | Mücke Motorsport | 75     |
| 6.   | Signature        | 62     |
| 7.   | Team Rosberg     | 51     |

| Pos. | Team                    | Punkte |
| ---- | ----------------------- | ------ |
| 8.   | HBR Motorsport          | 17     |
| 9.   | Team Midland Euroseries | 15     |
| 10.  | RZ Racing               | 2      |
| 11.  | AM-Holzer Rennsport     | 0      |
| 12.  | Team I.S.R.             | 0      |
| 13.  | Ombra Racing            | 0      |
| 14.  | Kuhn Motorsport         | 0      |